# Zaire (moneda)
El zaire (en francés: zaïre) fue la moneda oficial de la República del Zaire, La moneda fue emitida en 1967, y su valor era equivalente a 3 francos belgas. El 22 de octubre de 1993 se introdujo el nuevo zaire, que equivalía a 1.000.000 de los antiguos zaires. En 1997, reemplazó al nuevo zaire a una tasa de un franco por cien mil zaires restableciéndose el franco como la unidad monetaria de la República Democrática del Congo.